# Colydium manfredi
Colydium manfredi is een keversoort uit de familie somberkevers (Zopheridae). De wetenschappelijke naam van de soort werd in 1999 gepubliceerd door Wegrzynowicz.